# 홈브루 (패키지 관리 소프트웨어)
홈브루(Homebrew)는 자유-오픈 소스 소프트웨어 패키지 관리 시스템의 하나로서 애플의 macOS 운영 체제의 소프트웨어 설치를 단순하게 만들어준다. 원래 맥스 호웰(Max Howell)이 개발한 이 패키지 관리자는 루비 온 웨일즈 공동체에서 인기를 얻었으며 확장성으로 호평을 받았다. 홈브루는 쉬운 사용성, 명령 줄로의 통합이 가능하므로 이용이 권장된다.
홈브루는 깃허브를 활용하여 사용자 기여를 통한 여러 패키지들의 지원을 확장한다. 2010년, 홈브루는 깃허브에서 3번째로 가장 많이 포크된 저장소였다. 2012년, 홈브루는 깃허브에서 신규 기여자 수가 가장 많았다. 2013년, 홈브루는 깃허브의 프로젝트 가운데 가장 많은 수의 기여자와 닫힌 이슈들이 있었다.
홈브루는 리눅스 포팅의 하나인 리눅스브루(Linuxbrew), 또 홈브루 기반이면서 그래픽 사용자 인터페이스 애플리케이션의 설치에 초점을 둔 홈브루 캐스크(Homebrew Cask), 그리고 PHP와 같은 프로그래밍 언어에 특화된 탭스(taps) 등 여러 하위 프로젝트를 탄생시켰다.

## 데이터 수집
홈브루는 사용자의 행위를 수집하여 이를 구글 애널리틱스에 보고한다. brew analytics off 명령을 사용하여 제외시키는 것이 가능하다.

## 같이 보기
- MacPorts
- Pkgsrc